# Tworzanice
Tworzanice – wieś w Polsce położona w województwie wielkopolskim, w powiecie leszczyńskim, w gminie Rydzyna.
W latach 1975–1998 miejscowość administracyjnie należała do województwa leszczyńskiego.

## Historia
Wieś istnieje co najmniej od drugiej połowy XIII wieku. Wymieniona w łacińskim dokumencie z 1388 jako „Tworzanicze”, 1391 „Tworzianicze”, 1394 „Thorziyanicze, Thorzyanicze”, 1394 „Tworzianice”, 1395 „Tworziianicze”, 1397 „Thworzianicze”, 1398 „Tworszyanicz”, 1398 „Thworzimicze”, 1400 „Thworzianowicze”, 1410 „Tworziianicze utraque”, 1411 „Tworzyanicze”, 1414 „Tworziyancouicze”, 1417 „Tworziancze”, 1445 „Tworzyanowicze”, 1451 „Twozyanycze, Maior Tworzyinanicze”, 1451 „Tworzenicze”, 1463 „Maius Tworzyanycze, Maior Tworzyanycze”, 1464 „Tworzyianicze, utraque Tworzianicze”, 1465 „ambe ville Tworzyanicze videlicet Maior et Minor”, 1471 „Maior Thworzyanycze”, 1501 „Maior et Minor Thvorzyanycze”, 1501 „Maior Tworzianycze, utraque Tworzyanycze”, 1503 „Tvorzianowicze, Tworzyanowice”, 1509 „Tworzenycze, Maior Thworzenycze, Maior Tworzenycze”, 1510 „alia villa Tvorzyanicze”, 1526 „Maior Thworzianycze”, 1526 „Maior Thworzianicze”, 1526 „utraque Thworzionovicze”, 1528 „Tworzianowicze”, 1532 „Tworzianycze Maius”.
Miejscowość leżała pierwotnie w Wielkopolsce i początkowo była własnością szlachecką, należącą do szlachty z pogranicza Śląska i Wielkopolski rodu Tworzyjańskich, którzy od nazwy wsi przyjęli odmiejscowe nazwisko, a później także Kurowskich, Rosnowskich. W 1451 w powiecie kościańskim Korony Królestwa Polskiego. W 1410 należała do parafii Rydzyna.
Początkowo była jedna wieś o nazwie Tworzanice, z której wydzieliła się z czasem osobna osada - obecne Tworzanki. W obu miejscowościach dziedziczyły te same rodziny. Wieś na przełomie XIV i XV wieku znajdowała się w posiadaniu pochodzącej ze Śląska drobnej szlachty pieczętującej się herbem Czasza, a także herbem Krakwicz. Część tych dziedziców była w XV wieku manami czyli lennikami swojego możnego sąsiada Jana z Czerniny i Rydzyny.
W latach 1388-1414 źródła odnotowują Macieja z Tworzanic, który w 1388 odpierał w sądzie roszczenia Jana Moraczewskiego do 10 grzywien z tytułu szkody spowodowanej przez jego brata Tworzyjańskiego, którego Moraczewski utrzymywał w domu. W 1398 Maciej wymieniony został wśród świadków w dokumencie starosty generalnego Wielkopolski Tomasza z Węgleszyna.
W 1395 Henryk lub Henich Tworzyjański w imieniu swoim oraz innych Tworzyjańskich, a także Kurowskich, który był pełnomocnikiem Jana Czernińskiego (z Czerniny na Śląsku), domagał się w sądzie zburzenia starych kopców granicznych ustawionych pomiędzy Dąbczem, a Tworzyjanicami i usypania zamiast nich nowych. W 1417 Henich i Janusz Tworzyjańscy pozwani zostali przez Mikołaja Moraczewskiego o to, że z powodu spiętrzenia wody przez usypanie grobli na granicy Tworzyjanic oraz Moraczewa zalali mu lasy i łąki.
W 1464 Mikołaj Tworzyjański zapisał swojej żonie Annie po 100 kóp groszy posagu oraz wiana na połowie swych dóbr w obu wsiach Tworzanice oraz Granowie. W 1549 Wawrzyniec Tworzyjański zapisał swojej żonie Annie z domu Czackiej po 400 grzywien posagu oraz wiana na folwarku Luble, trzech łanach osiadłych w Tworzanicach, 3 zagrodach w Tworzyjankach oraz 1/4 łąk w Tworzanicach i Tworzyjankach. W 1551 Anna Czacka wdowa sprzedała tę oprawę za 370 złotych bratu Wawrzyńca Stanisławowi Tworzyjańskiemu.
Średniowieczne źródła notują także zwykłych mieszkańców wsi. W 1418 odnotowany został kmieć Marcin Brzozak z Tworzanic, który był w sporze z Janem z Rydzyny i Czerniny i dowodził przy pomocy świadków w tym Szczecha z Tworzanic, że odstąpił Janowi swoją „uprawiznę” i przeniósł się do Tworzanic. W 1428 wspomniany został Bartłomiej człowiek Dziersława Tworzyjańskiego. W latach 1501-1517 zanotowano kmieci tworzanickich Macieja Wargę, Jędrka, Macieja Wołka oraz Jana, każdego gospodarującego na 3 kwartach, oraz kmiecia Jana na jednym łanie. W 1526 wspomniano kmieci Jakuba Sołtysa, Jana Słotę, Pawła, Piotra, Mikołaja, każdego z nich gospodarujących na jednym łanie oraz Maćka Wagę oraz Jędrka uprawiających 3 kwarty. W 1551 wymieniono kmieci tworzanickich Piotra Lyerzasa na jednym łanie, Jakuba Tugiska na 3 kwartach, Jana Czystowczyka na 3 kwartach, Błażeja Kopytnika na półłanku. W 1568 odnotowano w granicach wsi „siedlisko Tomaszewskie”. W 1569 wymieniono kmieci Bumbarę, Kapustnika, Piotrka Krótkiego, Nowaka, Sarbię, Szydło, Giersza pracujących dla Jana Tworzyjańskiego oraz Frączka, Słotę, Krzysztowczyka, Szymka Bartosza, Siedlika, Tomka i Karczmarza pracujących w majątku Stanisława Tworzyjańskiego. Wspomniano także „Bartoszową miedzę” lub „Bartoszową rolę”.
W 1409 dokumenty odnotowały Mikołaja syna Szczepana Tworzyjańskiego, który studiował w Krakowie.
Miejscowość odnotowano również w historycznych rejestrach poborowych. W 1510 w obu wsiach Tworzanicach 5 łanów, 21 kwart roli, dwóch zagrodników oraz dwa folwarki. W 1530 miał miejsce pobór od 3 łanów. W 1563 pobrano we wsi podatki z 13 łanów, wiatraka dziedzicznego oraz wiatraka opuszczonego, trzech komorników, karczmy dorocznej oraz jednego rzemieślnika. W 1564 w Tworzanicach było 11 i 1/4 łana. W 1580 miał miejsce pobór z części pana Stanisława Tworzyjańskiego od 6 łanów, komornika, a z części pana Jana Tworzyjańskiego od 4,5 łana, 3 zagrodników, jednego zagrodnika wolnego, jednego pługa najemnego robotnika zwanego ratajem, jednego rzemieślnika, pasterza wypasającego 10 owiec, wiatraka dorocznego. Natomiast z części majątku należącego do Macieja Tworzyjańskiego pobrano podatki od jednego łana, dwóch zagrodników, wiatraka dorocznego. Z kolei z części Macieja Rosnowskiego zapłacił od 4 zagrodników oraz jednego pługa ratajskiego.
W XV wieku przeszła w ręce Rydzyńskich, a w XVII wieku nabyli ją Bojanowscy. W 1693 Tworzanice nabył Rafał Leszczyński i przyłączył do klucza rydzyńskiego, który później stał się własnością Sułkowskich.

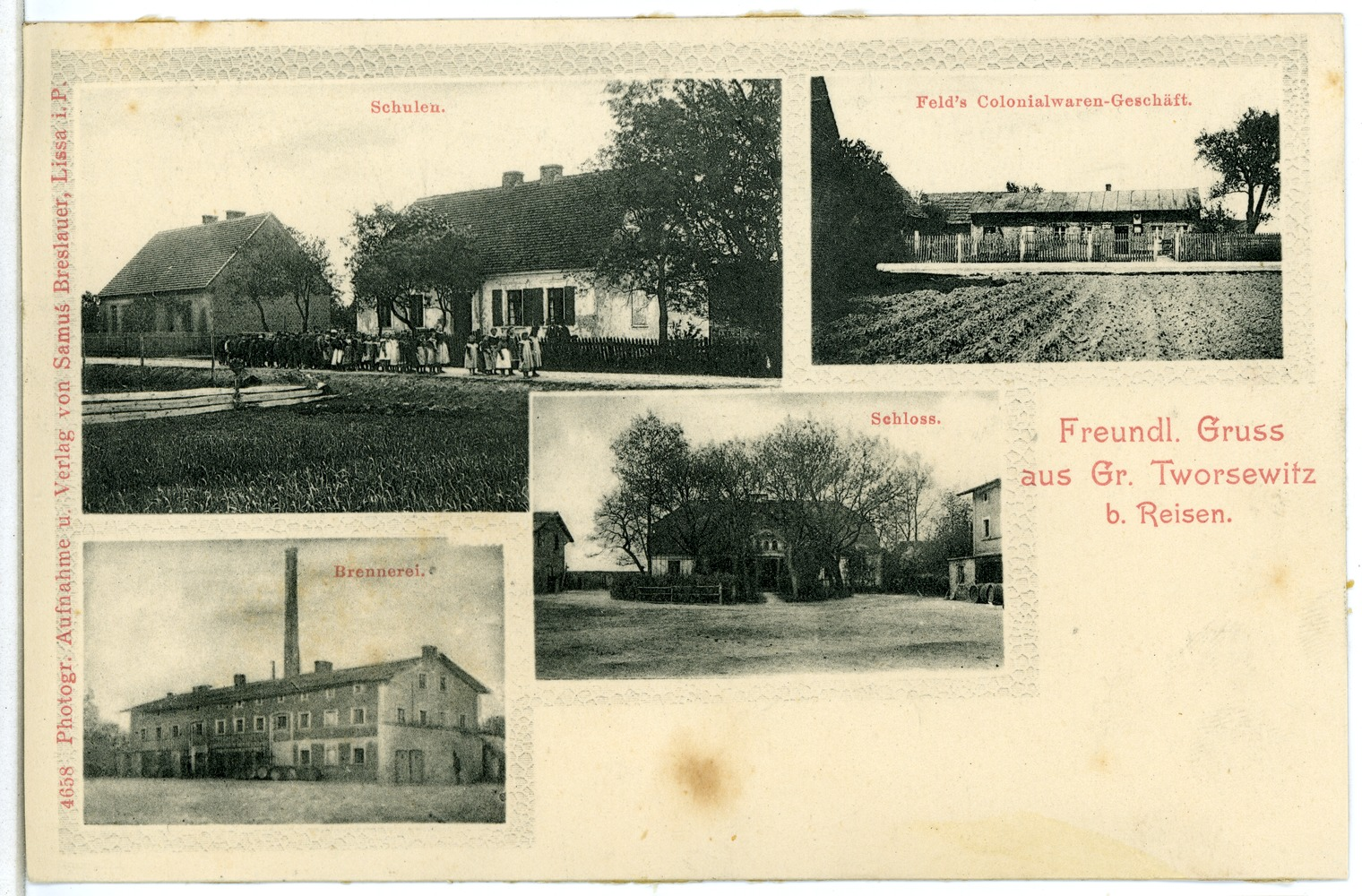
Tworzanice/Tworsewitz (1903)

Do czasu rozbiorów leżała w Rzeczypospolitej Obojga Narodów. Wskutek II rozbioru Polski w 1793, miejscowość przeszła pod władanie Prus i jak cała Wielkopolska znalazła się w zaborze pruskim. Po rozbiorach majątek został przekazany w dzierżawę Kurtowi Müllerowi, synowi posiadacza okolicznych ziem Edwarda Müllera. W 1905 wybudował on istniejący do czasów współczesnych dwór. W 1926 majątek tworzanicki składał się z dworu, gorzelni i 525 ha ziemi, przed 1939 przeszedł na własność Skarbu Państwa. Po 1945 zarządcą zostały Państwowe Nieruchomości Ziemskie, tutejszy majątek przyporządkowano Polskiemu Związkowi Byłych Więźniów Politycznych Hitlerowskich Więzień i Obozów Koncentracyjnych, który gospodarował tu do 1951. W 1953 Państwowe Nieruchomości Ziemskie przekształcono w Państwowe Gospodarstwo Rolne. W 1954 powstał Zespół Hodowli Zarodowej w Garzynie, pod który podlegały również Tworzanice. Po jego rozwiązaniu od 1 lipca 1958 utworzono Państwowy Ośrodek Hodowli Zarodowej w Luboni i jemu podporządkowano gospodarstwo w Tworzanicach. Ostatecznie z dniem 1 lipca 1966 zarząd nad gruntami objęło Państwowe Gospodarstwo Rolne w Kłodzie.

### Dwór
Budynek dworski powstał w 1905, został wybudowany przez dzierżawcę Kurta Müllera. Jest to podpiwniczony obiekt parterowy z użytkowym poddaszem nakryty wielopołaciowym dachem. Środkowa część fasady posiada zauważalny ryzalit z oddzielnym dachem typu naczółkowego. Główne wejście jest położone niesymetrycznie, nad nim nakryta dachem namiotowym wieżyczka. Na elewacji głównej ozdobny kartusz z napisem „Carpe diem”. Po 1945 we dworze mieściło się początkowo przedszkole, a następnie przeznaczono go na cele mieszkalne. Obecnie niezamieszkany, wymaga kompleksowego remontu.